# Miliú
Miliú (en griego: Μηλιού) es un pueblo perteneciente al Distrito de Nicosia en la isla de Chipre. Se encuentra a medio camino en la carretera que enlaza la ciudad de Pafos con la de Poli Crysochous.

## Geografía
Las playas, tavernas, mercados y tiendas de Poli y Latchi se encuentran a unos 20 minutos en coche y otros pocos minutos más te llevan hasta el borde de la Península de Akamas. Las montañas de Troodos y el bosque de Pafos (hogar del muflón, oveja de montaña característica de la isla) están muy cerca y el aeropuerto internacional de esta ciudad está a 45 minutos en coche.
Miliou es uno de los pueblos más pequeños en Chipre y tiene una población de alrededor de 60 habitantes. También es uno de los pueblos más verdes de la zona, gracias a un abundante suministro de agua de manantial y a que está rodeado de plantaciones de cítricos, almendros y viñedos. A principios de la primavera la flor del almendro y los naranjos y limoneros cargados de fruta brindan una vista espectacular.
Desde las montañas hay bellas vistas sobre el valle y su naturaleza virgen, Miliou es un entorno rural encantador, ideal para dar largos paseos y para aquellos que aman la naturaleza y la observación de aves pues el pueblo es reconocido como un sitio de anidación de ruiseñores. Durante las principales migraciones de aves que tienen lugar en primavera y otoño, una gran variedad de especies pueden ser vistas. El aroma de los pinares y limoneros que rodean la localidad, traído por la brisa fresca del valle, proporciona un alivio al caliente verano chipriota.

## Historia
Al lado de unos manantiales está el monasterio restaurado de Agii Anargyri que ahora está siendo utilizado como un hotel spa. El monasterio fue construido en 1649 y se dice que fue uno de los primeros en la isla. Fue fundado por dos hermanos y se usó para el cuidado de los enfermos y moribundos sin cobrar ningún dinero por ello. Se dice que así es como el monasterio obtuvo su nombre, que en griego significa "sin pago". Otro mito, compartido entre los habitantes de los pueblos de los alrededores, es el siguiente: "Hace muchos años, un número de monjes vivían en el monasterio y un día estalló una discusión. En lugar de utilizar palos y piedras en su disputa, estos afables monjes redujeron el excedente de huevos en la despensa durante el período de la Cuaresma. Como resultado de la discusión, los huevos se rompieron y el agua de los manantiales tomó el olor a huevos podridos."

## Población
La vida del pueblo se centra en torno a la tradicional taverna chipriota donde los hombres del pueblo se sientan a la sombra mientras que algunas mujeres trabajan en los telares antiguos, tejiendo ropa tradicional.
Miliou es uno de los pueblos involucrados en el "Proyecto Laona", una organización sin ánimo de lucro creada para fomentar la regeneración rural y el ecoturismo y para ayudar a introducir el concepto de agroturismo en Chipre. Las casas de piedra caliza de Miliou son ejemplos perfectos de arquitectura rural tradicional y muchas han sido restauradas en este estilo tradicional chipriota gracias a este proyecto.